# Olidiana kodeti
Olidiana kodeti är en insektsart som beskrevs av Nielson 1982. Olidiana kodeti ingår i släktet Olidiana och familjen dvärgstritar. Inga underarter finns listade i Catalogue of Life.